# Херардо Тассер
Херардо Тассер (ісп. Gerardo Tazzer, 12 грудня 1951) — мексиканський вершник.
Бронзовий призер Олімпійських Ігор 1980 року в командному конкурі.
Срібний призер Панамериканських ігор 1979 року в індивідуальному конкурі, бронзовий призер 1979 (командний конкур), 1983 (командний конкур), 1987 (командний конкур) років.